# Miguel Ondetti
Miguel A. Ondetti (ur. 14 maja 1930 r. w Buenos Aires, zm. 23 sierpnia 2004 r.) – argentyńsko-amerykański naukowiec, pionier badań, które doprowadziły do odkrycia kaptoprylu, pierwszego doustnego inhibitora konwertazy angiotensyny stosowanego w terapii chorób układu sercowo-naczyniowego.

## Życiorys
W 1957 r. ukończył chemię na Uniwersytecie w Buenos Aires. W 1960 r. podjął pracę w firmie farmaceutycznej Squibb w New Jersey. Zajmował się inhibitorami peptydaz. Jego badania, które prowadził wraz z Davidem Cushmanem, doprowadziły do odkrycia w 1975 roku kaptoprylu, pierwszego doustnego ACEI.
Został nagrodzony w 1991 r. Perkin Medal, a także w 1999 r. Nagrodą im. Alberta Laskera w dziedzinie klinicznych badań medycznych.